# هیوز ایکس‌اف-۱۱

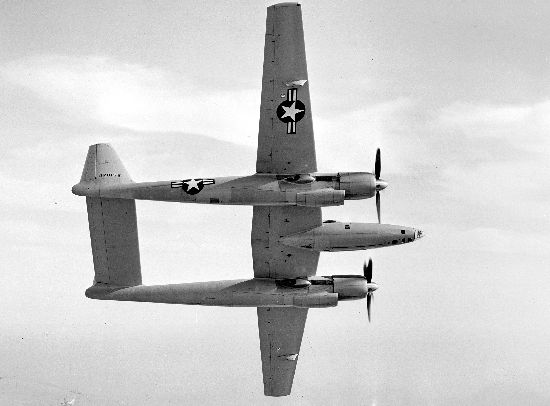
دومین و آخرین ایکس‌اف-۱۱

هیوز ایکس‌اف-۱۱ (به انگلیسی: Hughes XF-11) یک پروژه  هواگرد شناسایی نظامی بود که توسط هوارد هیوز طراحی شد و به پرواز درآمد.با وجود اینکه ارتش ایالات متحده آمریکا در سال ۱۹۴۶ از شرکت هواپیماسازی هیوز صد فروند از این هواگرد سفارش داد اما تنها دو فروند پیش‌نمونه ساخته شد و درنهایت پروژه کنسل شد. نمونه اول که توسط هیوز به پرواز درآمد در اولین پرواز خودش سقوط کرد و نابود شد. نمونه دوم یکسال بعد به پرواز درآمد.

## مشخصات
داده‌ها از Jane's all the World's Aircraft 1947
ویژگی‌های عمومی
- خدمه: ۲ خدمه (خلبان و جهت‌یاب) یا (خلبان و عکاس)
- طول: ۶۵ فوت ۳ اینچ (۱۹٫۹ متر)
- پهنای بال: ۱۰۱ فوت ۵ اینچ (۳۰٫۹ متر)
- مساحت بال‌ها: ۹۸۳ فوت مربع (۹۱٫۳ متر مربع)
- وزن خالی: ۳۷٬۱۰۰ پوند (۱۶٬۸۲۸ کیلوگرم)
- وزن ناخالص: ۴۷٬۵۰۰ پوند (۲۱٬۵۴۶ کیلوگرم) (۴٬۰۰۰ مایل (۳٬۵۰۰ مایل دریایی؛ ۶٬۴۰۰ کیلومتر) range)
- بیشترین وزن برخاست: ۵۸٬۳۱۵ پوند (۲۶٬۴۵۱ کیلوگرم) (۵٬۰۰۰ مایل (۴٬۳۰۰ مایل دریایی؛ ۸٬۰۰۰ کیلومتر) range)
- پیشرانه: ۲ عدد 28-cyl. air-cooled radial piston engines Pratt & Whitney R-4360-31 Wasp Major, ۳٬۰۰۰ اسب بخار (۲٬۲۰۰ کیلووات)  در هر موتور
- ملخ‌ها: هشتملخه Hamilton Standard Hydromatic contra-rotating propellers

عملکرد
- حداکثر سرعت: ۴۵۰ مایل بر ساعت (۷۲۰ کیلومتر بر ساعت، ۳۹۰ گره) at ۳۳٬۰۰۰ فوت (۱۰٬۰۰۰ متر); ۲۹۵ مایل بر ساعت (۲۵۶ گره؛ ۴۷۵ کیلومتر بر ساعت) at sea level
- حداکثر ارتفاع: ۴۲٬۰۰۰ فوت (۱۳٬۰۰۰ متر)
- نرخ صعود: ۱٬۰۰۰ فوت بر دقیقه (۵٫۱ متر بر ثانیه)
- زمان اوج‌گیری: ۳۳٬۰۰۰ فوت (۱۰٬۰۰۰ متر) in 17.4 minutes
- بارگیری بال: ۵۹٫۳ پوند بر فوت مربع (۲۹۰ کیلوگرم بر متر مربع) (۵٬۰۰۰ مایل (۴٬۳۰۰ مایل دریایی؛ ۸٬۰۰۰ کیلومتر) range)